# فيليكس غيلبرت
فيليكس غيلبرت (بالألمانية: Felix Gilbert)‏ (و. 1905 – 1991 م) هو مؤرخ العصر الحديث، ومؤرخ، وأستاذ جامعي، من ألمانيا، ولد في بادن بادن، وكان عضوًا في الأكاديمية الأمريكية للفنون والعلوم، توفي في برينستون، عن عمر يناهز 86 عاماً.

## التعليم
تعلم في جامعة هومبولت في برلين، في تخصص تاريخ، وتحصل منها على دكتوراه في الفلسفة.

## جوائز
حصل على جوائز منها:
- جائزة بانكروفت (1962)
- وسام الاستحقاق
- وسام الاستحقاق للفنون والعلوم
- زمالة غوغنهايم.

## روابط خارجية
- فيليكس غيلبرت على موقع الموسوعة البريطانية (الإنجليزية)
- فيليكس غيلبرت على موقع مونزينجر (الألمانية)